# Jumusselkä
Jumusselkä är en sjö i Finland. Den ligger i Ackas i landskapet Birkaland, i den södra delen av landet, 130 km nordväst om huvudstaden Helsingfors. Jumusselkä ligger 73 meter över havet.